# مينابرين
مينابرين هو مثبط أكسيداز أحادي الأمين عكوس انتقائي لأكسيداز أحادي الأمين نوع أ، استخدم مضادا للاكتئاب في فرنسا حتى عام 1996 لكنه سحب بسبب تسببه بالاختلاجات.